# Mientras nieva sobre los cedros
Mientras nieva sobre los cedros (título original: Snow Falling on Cedars) es una película dramática de 1999 dirigida por Scott Hicks y protagonizada por Ethan Hawke, Max von Sydow y Yûki Kudô. Está basada en la famosa novela homónima de David Guterson.

## Argumento
Es la década de los cincuenta. Un juicio por asesinato conmociona a una pequeña población de pescadores de una isla del Pacífico. Un americano de origen japonés es acusado del asesinato de un pescador, la cual destapa los prejuicios que todavía existen hacia los japoneses a causa de los acontecimientos de la Segunda Guerra Mundial. 
El reportero Ishmael, que cubre el juicio, se encuentra con la sorpresa de que la persona juzgada es el marido de la chica que amó en sus años jóvenes, Hatsue, un amor que fue destruido por esos acontecimientos, en los que ella tuvo que estar en un campo de concentración para los japoneses por ser japonesa, mientras que él tuvo que ir a la guerra contra ellos, por lo que perdió parte de un brazo y su amor, ya que se sintió traicionada porque no la pudo ayudar en esa situación a pesar de que le prometió que haría todo lo posible al respecto.
Los sentimientos se agolpean en su interior. Durante sus pesquisas propias para averiguar lo ocurrido al respecto, Chambers encuentra la prueba de que el pescador había muerto por un accidente, pero duda en informarlo a causa de esos sentimientos. Finalmente, cuando ve a Hatsue al final del juicio en una situación de indefensión total a causa de la situación, la misma que vio cuando hizo la promesa, él, acordándose de la promesa que hizo y que no pudo cumplir, saca a la luz la prueba de lo que realmente ocurrió y se encarga que llegue al juez respondable del juicio.
El acusado es entonces puesto en libertad por el juez, mientras que Hatsue, agradecida por lo que hizo, hace finalmente las paces con Ishmael y viceversa. Sin embargo ambos son conscientes que no pueden reanudar ese amor que tuvieron y se separan, pero ahora estando en paz al respecto.  

## Reparto
| Actor                | Papel                  | Notas |
| -------------------- | ---------------------- | --- |
| Ethan Hawke          | Ishmael Chambers       | Es un periodista local. Su padre fundó el periódico local. Trata de ser como él, pero la guerra también le dio heridas físicas y psicológicas, entre ellas la destrucción de la relación con Hatsue, su amiga íntima. |
| Max von Sydow        | Nels Gudmundsson       | Es el viejo abogado del acusado que respetó al padre de Ishmael. |
| Youki Kudoh          | Hatsue Miyamoto        | Es la esposa de Kazuo y antes amiga íntima de Ishmael, pero la guerra destruyó la relación y se casó entonces con Kazuo.                                                                                              |
| Reeve Carney         | Joven Ishmael Chambers | Véase Ishmael Chambers |
| Anne Suzuki          | Joven Hatsue Imada     | Véase Hatsue Miyamoto |
| Rick Yune            | Kazuo Miyamoto         | Es el esposo de Hatsue y también un héroe de guerra. |
| James Rebhorn        | Alvin Hooks            | Es el fiscal. Quiere la condena del acusado. |
| James Cromwell       | Juez Fielding          | Es un juez profesional que no se deja llevar por prejuicios. |
| Richard Jenkins      | Sheriff Art Moran      | Es el sheriff del condado |
| Cary-Hiroyuki Tagawa | Zenhichi Miyamoto      | Es el padre de Kazuo |

## Producción
Para imitar la escena donde los japoneses son enviados a campos de concentración, se reclutaron a muchos extras que ya habían sido enviados de verdad a esos campos en 1942.

## Recepción
En el presente, la producción cinematográfica ha sido valorada en portales cinematográficos y por críticos profesionales. En IMDb, por ejemplo, con aproximadamente 1500 votos registrados el telefilme obtiene una media ponderada de 6,7 sobre 10. En cuanto a Rotten Tomatoes, los críticos profesionales allí, 92 en total, le dieron una valoración media de 5,3 de 10, mientras que los más de 5000 votos registrados allí le dieron una media ponderada de 3,6 de 5.